# Caustics
Caustics (gr. καυστικός, ognisty; w wolnym tłumaczeniu skupienie lub ogniskowanie) – stosowana w grafice komputerowej metoda modelowania światła przechodzącego przez przezroczyste obiekty albo odbijającego się od połyskliwych powierzchni – światło ulega wówczas skupieniu (np. w soczewkach), rozproszeniu bądź rozszczepieniu (np. na pryzmatach, kryształach).
Modelowanie tego rodzaju efektów świetlnych jest niezbędne przy generowaniu fotorealistycznych obrazów trójwymiarowych. Klasyczny ray-tracing czy radiosity nie nadają się do modelowania tego zjawiska. Obecnie najczęściej w takich celach używa się metody map fotonowych.

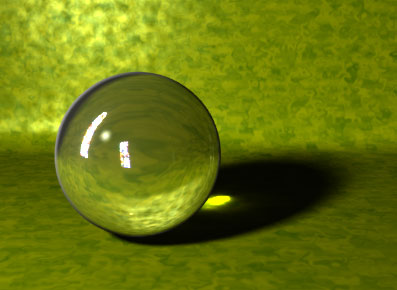
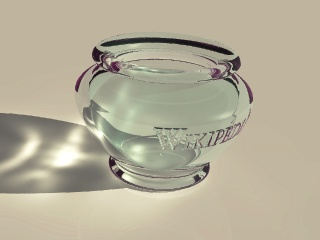